# Escuela de Teatro y Circo de Amposta
La Escuela de Teatro y Circo de Amposta (EtcA) es un centro de enseñanza, formación, investigación, creación y exhibición de artes escénicas, y en particular de teatro y circo español, ubicado en las Tierras del Ebro.

## Historia
La Escuela de Teatro y Circo de Amposta o EtcA, de titularidad privada, fue constituida en 2013. En su programa, que conlleva a una preparación profesional con titulación no oficial, la EtcA tiene tanto formación en arte dramático (con cursos de interpretación, teatro físico y de texto, géneros, territorios y estilos dramáticos, movimiento, máscara, voz, etc…) como en artes circenses (con cursos de trapecio, de telas, acrobacias, mástil chino, malabares, cintas, equilibrios, etc…). Es un centro adscrito a la ACET (Asociación de Escuelas de Teatro de Cataluña – Enseñanzas profesionales de teatro), y a la XECC (Red de Espacios de Circo de Cataluña). Fue fundada y dirigida por Jordi Príncep.
Desde 2017, imparte un programa de tres años de duración de Estudios Profesionales de Teatro, con una titulación avalada por la ACET y reconocida por la AADPC.
Además, desde el año 2014, y junto con el Ayuntamiento y en colaboración con el Departamento de Cultura de la Generalidad de Cataluña y la Diputación de Tarragona, organiza el Festival Internacional de Teatro y Circo de Amposta (FesticAM).

## Premios y reconocimientos
En 2021, junto con la escuela Cèsar Martinell del Pinell de Brai, presentó el proyecto «Cerç de Circ» que ganó el premio Baldiri Connexions que otorga anualmente la Fundación Carulla. El proyecto fomentaba la sensibilización de niños y jóvenes en la formación artística.